# Liste der Baudenkmäler in Zusmarshausen
Auf dieser Seite sind die Baudenkmäler in dem schwäbischen Markt Zusmarshausen zusammengestellt. Diese Tabelle ist eine Teilliste der Liste der Baudenkmäler in Bayern. Grundlage ist die Bayerische Denkmalliste, die auf Basis des Bayerischen Denkmalschutzgesetzes vom 1. Oktober 1973 erstmals erstellt wurde und seither durch das Bayerische Landesamt für Denkmalpflege geführt wird. Die folgenden Angaben ersetzen nicht die rechtsverbindliche Auskunft der Denkmalschutzbehörde.

## Ensembles

### Ensemble Ortskern Zusmarshausen

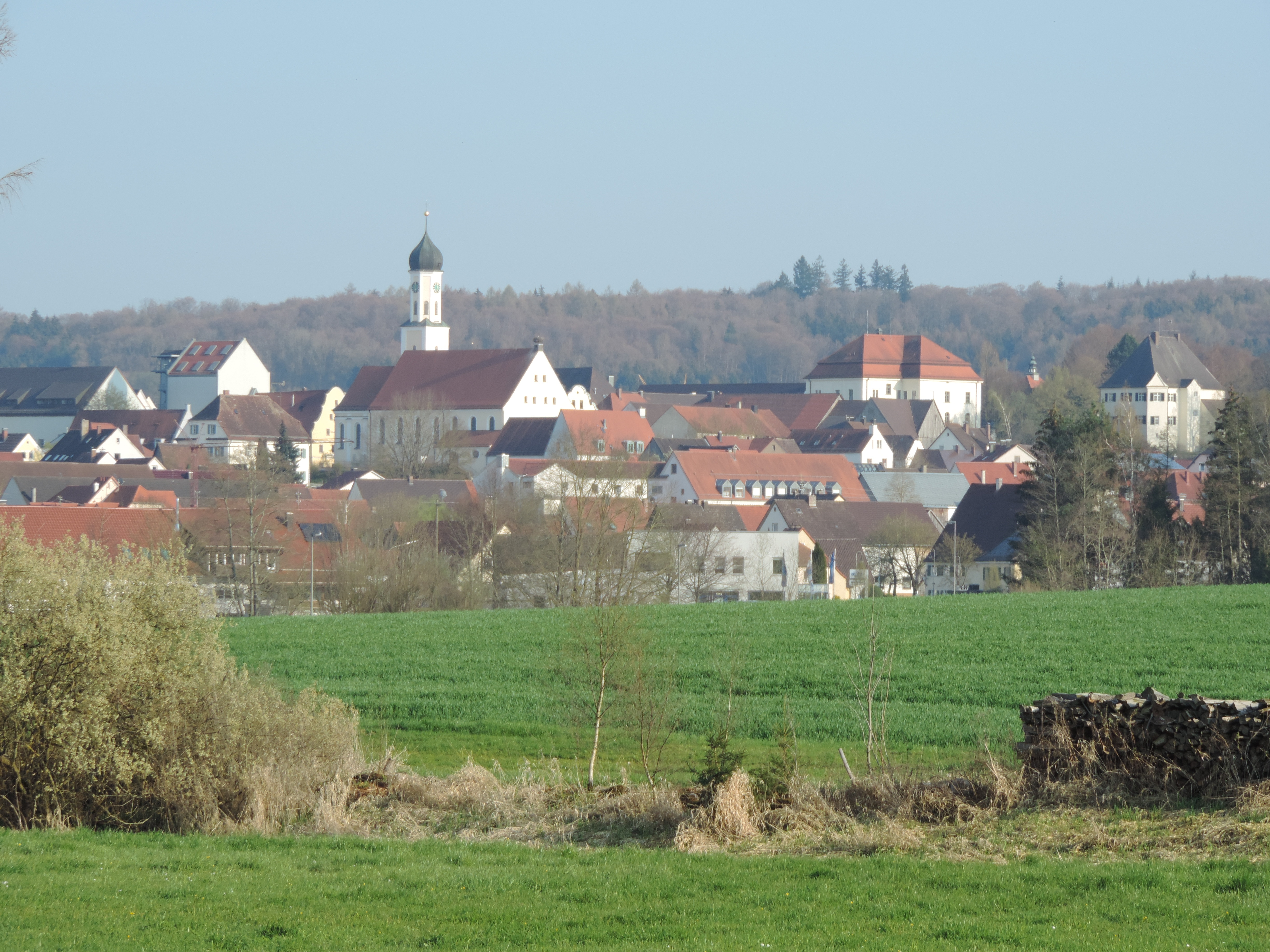

Das Ensemble umfasst den nord-südwärts gerichteten, leicht ansteigenden Straßenzug des Markt- und Schlossplatzes als den historischen Kernbereich des Marktortes. Zusmarshausen ging wahrscheinlich aus einer karolingischen Siedlung hervor und entwickelte sich unter der Herrschaft des Hochstifts Augsburg zu einem Ort mit Marktgerechtigkeit. Der historische Ort des Marktverkehrs ist der breite Straßenzug zwischen den Einmündungen der Ulmer und der Augsburger Straße. Er wird auf der Ostseite durch eine geschlossene Reihe bürgerlicher Giebel- und Walmdachhäuser eingefasst, in die sich auch das kleine Rathaus einfügt, das sich durch einen Treppengiebel und einen Dachreiter auszeichnet; die Bauten sind verputzt und entstammen überwiegend dem 18./19. Jahrhundert. Auf der Westseite ist die von dem Augsburger Architekten Michael Kurz zwischen 1939 und 1944 errichtete Pfarrkirche der beherrschende Bau; sie liegt erhöht über den Stützmauern des ehemaligen Kirchhofes, hat den mittelalterlichen Turm ihres Vorgängerbaus bewahrt und ist von einer barocken Kapelle, einem Torturm und dem nördlich unterhalb liegenden stattlichen ehemaligen Pfarrhof umgeben. Am Übergang zwischen Markt- und Schlossplatz bestimmt der breitgelagerte, sehr stattliche barocke Postgasthof mit seinen Walmdächern das Straßenbild; er dokumentiert die Bedeutung des Ortes als Poststation an der Straße von Augsburg nach Ulm seit dem 17. Jahrhundert, Herrschafts- und Amtsgebäude bestimmen dagegen den Charakter des Schlossplatzes. Das freistehende Schloss, am Südende, wurde 1505 vom Augsburger Bischof Heinrich IV. von Lichtenau als hochstiftisches Pflegamt gebaut und diente nach der Säkularisation als Landrichter-, dann als Bezirksamt; die weiteren, meist im Gegensatz zu den Bürgerhäusern des Marktplatzes freistehenden und von Gärten umgebenden Bauten, sind meist im 19. Jahrhundert entstanden. Aktennummer: E-7-72-223-1.

## Baudenkmäler nach Ortsteilen

### Zusmarshausen
| Lage                               | Objekt                                       | Beschreibung | Akten-Nr.     | Bild                           |
| ---------------------------------- | -------------------------------------------- | --- | ------------- | ------------------------------ |
| Am Kirchplatz 1 (Standort)         | Katholische Pfarrkirche St. Maria Immaculata | Saalbau mit eingezogenem Chor und südlichem Turm mit Zwiebelhaube, untere Turmgeschosse spätgotisch, Turmoberteil von Georg Rainer um 1700, Chor von Georg Rainer 1712, Langhaus von Michael Kurz und Anton Wenzel 1939/44; mit Ausstattung; vgl. Ensemble Marktplatz. | D-7-72-223-1  | weitere Bilder                 |
| Am Kirchplatz 2 (Standort)         | Katholische Kapelle St. Antonius von Padua   | pilastergegliederter Bau mit Mittelrisalit, Querarmen und halbrundem Chor in Form einer gestelzten Apsis, wohl von Georg Rainer, Chor im Kern vermutlich 1690, um 1725; mit Ausstattung; vgl. Ensemble Marktplatz.                                                     | D-7-72-223-2  | weitere Bilder                 |
| An der Roth 1 (Standort)           | Ehemalige Öl- und Schleifmühle               | erdgeschossiger, teils verbretterter Ständerbau, teils Mauerwerksbau mit Satteldach, 19. Jahrhundert. | D-7-72-223-5  | Ehemalige Öl- und Schleifmühle |
| Augsburger Straße 1 (Standort)     | Ehemaliges Rathaus                           | zweigeschossiger Satteldachbau mit neugotischem Treppengiebel, Dachreiter und Flacherker, im Kern 17. Jahrhundert, Giebel und Dachreiter 2. Hälfte 19. Jahrhundert; vgl. Ensemble Marktplatz.                                                                          | D-7-72-223-6  | Ehemaliges Rathaus             |
| Augsburger Straße 2 (Standort)     | Gasthaus Post                                | stattlicher zweigeschossiger Vierflügelbau mit Walm- bzw. Satteldächern, rustiziertem Erdgeschoss und Schweifgiebel an der Hauptfassade, 2. Hälfte 18. Jahrhundert, um 1845 erneuert; vgl. Ensemble Marktplatz.                                                        | D-7-72-223-7  | Gasthaus Post                  |
| Augsburger Straße 9 (Standort)     | Gasthaus Krone                               | zweigeschossiger Traufseitbau mit Satteldach, Giebelgesimsen und schmiedeeisernem Ausleger, 1. Hälfte 18. Jahrhundert, erneuert. | D-7-72-223-9  | Gasthaus Krone                 |
| Augsburger Straße 11 (Standort)    | Ehemaliges Spital                            | zweigeschossiger Satteldachbau, mit Putzgliederung und östlich anschließendem, schmalem Anbau, im Kern wohl 2. Hälfte 17. Jahrhundert. | D-7-72-223-10 | Ehemaliges Spital              |
| Kapellenstraße (Standort)          | Bildstock                                    | hoher Aufbau mit Stichbogennische und flachem Satteldach, um 1720/40; mit Ausstattung. | D-7-72-223-12 | Bildstock                      |
| Marktplatz (Standort)              | Marktplatz                                   | Siehe Ensemble Marktplatz. | D-7-72-223-13 | Marktplatz                     |
| Marktplatz 1 (Standort)            | Wohnhaus                                     | zweigeschossiger Walmdachbau, 2. Viertel 19. Jahrhundert. | D-7-72-223-14 | Wohnhaus                       |
| Marktplatz 3 (Standort)            | Wohnhaus                                     | zweigeschossiger Satteldachbau mit neubarocken Schweifgiebeln und Zwerchhaus, 3. Viertel 19. Jahrhundert; im Kern wohl älter; vgl. Ensemble Marktplatz. | D-7-72-223-4  | Wohnhaus                       |
| Marktplatz 4 (Standort)            | Gasthof Schwarzbräu                          | zweigeschossiger, giebelständiger Satteldachbau mit geschweiftem Westgiebel, umlaufendem Gesims und eisernem Ausleger, im Kern 1. Hälfte 18. Jahrhundert. | D-7-72-223-15 | Gasthof Schwarzbräu            |
| Marktplatz 7 (Standort)            | Pfarrhaus                                    | zweigeschossiger Bau mit Halbwalmdach und Putzbandgliederung, 1817. | D-7-72-223-16 | Pfarrhaus                      |
| Marktplatz 12 (Standort)           | Wohnhaus                                     | zweigeschossiger Walmdachbau mit ausladendem Traufgesims und Putzquaderungen am Erdgeschoss, um 1820/40. | D-7-72-223-18 | Wohnhaus                       |
| Rankengasse 4 (Standort)           | Ehemaliger Kleinbauernhof                    | ehemals hakenförmige Anlage, erdgeschossiges Wohnhaus mit Satteldach und zwei Giebelgesimsen, Ende 18. Jahrhundert. | D-7-72-223-19 | Ehemaliger Kleinbauernhof      |
| Schloßplatz (Standort)             | Schloßplatz                                  | Siehe Ensemble Marktplatz. | D-7-72-223-20 | Schloßplatz                    |
| Schloßplatz 1 (Standort)           | Wohnhaus                                     | zweigeschossiger Walmdachbau mit Putzgliederung im Erdgeschoss und klassizistischer Tür, um 1830/40. | D-7-72-223-21 | Wohnhaus                       |
| Schloßplatz 8 (Standort)           | Ehemaliges Schloss                           | jetzt Forstamt, dreigeschossiger Bau mit hohem Walmdach und diagonal gestellten Bodenerkern, 1505, Dach Ende 18. Jahrhundert. | D-7-72-223-22 | weitere Bilder                 |
| Ulmer Straße; Lußmähder (Standort) | Hl. Johann Nepomuk                           | Sandsteinfigur, um 1740/50; auf der Brücke. | D-7-72-223-25 | Hl. Johann Nepomuk             |
| Ulmer Straße 19 (Standort)         | Gasthof Adler                                | zweigeschossiger Satteldachbau mit Giebelgesimsen, südseitigem Anbau, schmiedeeisernem Ausleger und spätklassizistischer Haustür, 1. Hälfte 18. Jahrhundert. | D-7-72-223-24 | weitere Bilder                 |
| Webergasse 19 (Standort)           | Ehemaliges Weberhaus                         | zweigeschossiger Satteldachbau mit auf beiden Traufseiten im Obergeschoss teils modern verschalten Lauben, 2. Hälfte 18. Jahrhundert. | D-7-72-223-27 | Ehemaliges Weberhaus           |
| Wertinger Straße 8 (Standort)      | Gasthaus                                     | zweigeschossiger, giebelständiger Satteldachbau mit neubarocker Putzgliederung, klassizistischer Haustür und schmiedeeisernem Ausleger, im Kern wohl 18. Jahrhundert; querstehender Stadel mit hohem Satteldach, 2. Hälfte 18. Jahrhundert.                            | D-7-72-223-28 | Gasthaus                       |
| Wertinger Straße 16 (Standort)     | Ehemaliges Spital                            | zweigeschossige Anlage mit Satteldach, Giebelrisalit, Dachreiter und Putzgliederungen, von Joseph Müller, 1851/52. | D-7-72-223-30 | Ehemaliges Spital              |
| Wertinger Straße 17 (Standort)     | Wohnhaus                                     | zweigeschossiger Satteldachbau mit Stuckgirlanden an östlicher Traufseite im Obergeschoss, frühes 19. Jahrhundert | D-7-72-223-31 | Wohnhaus                       |
| Zusamstraße (Standort)             | Bildstock                                    | Nischenbau mit Schweifgiebel und Pilastern, 2. Viertel 18. Jahrhundert; mit Ausstattung. | D-7-72-223-33 | Bildstock                      |
| Zusamstraße 11 (Standort)          | Wohnhaus                                     | zweigeschossiger Satteldachbau mit seitlich offener Laube und modern verbrettertem Fachwerk, Mitte 18. Jahrhundert. | D-7-72-223-32 | Wohnhaus                       |

### Friedensdorf
| Lage                        | Objekt                  | Beschreibung               | Akten-Nr.     | Bild                    |
| --------------------------- | ----------------------- | -------------------------- | ------------- | ----------------------- |
| Am Roten Berg 14 (Standort) | Historische Ausstattung | In Kirchenneubau von 1959. | D-7-72-223-34 | Historische Ausstattung |

### Gabelbach
| Lage                            | Objekt                             | Beschreibung | Akten-Nr.     | Bild                     |
| ------------------------------- | ---------------------------------- | --- | ------------- | ------------------------ |
| An der Annakapelle 6 (Standort) | Katholische Kapelle St. Anna       | Rechteckbau mit eingezogenem Westchor und Dachreiter mit Spitzhelm, 1745; mit Ausstattung | D-7-72-223-36 | weitere Bilder           |
| Im Oberdorf 2 (Standort)        | Gasthaus                           | zweigeschossiger Satteldachbau mit Strebepfeilern, Giebelgesimsen, Aufzugsöffnungen und schmiedeeisernem Ausleger, 2. Viertel 18. Jahrhundert. | D-7-72-223-37 | Gasthaus                 |
| Im Oberdorf 6 (Standort)        | Bauernhaus                         | zweigeschossiger Satteldachbau mit Putzgliederungen und Schweifgiebel mit gesprengtem Aufsatz, um 1850/60. | D-7-72-223-38 | Bauernhaus               |
| Im Unterdorf 9 (Standort)       | Kleinbauernhaus                    | erdgeschossiger Mitterstallbau mit Satteldach und Giebelgesims, um 1830/40. | D-7-72-223-39 | Kleinbauernhaus          |
| Kirchgasse 2 (Standort)         | Pfarrhaus                          | zweigeschossiger Satteldachbau mit Aufzugsöffnungen an nördlicher Giebelseite, im Kern 1623, ausgebaut 1783. | D-7-72-223-40 | Pfarrhaus                |
| Kirchgasse 4, 6 (Standort)      | Katholische Pfarrkirche St. Martin | Saalbau mit eingezogenem Chor und südlichem Turm mit welscher Haube und Laterne mit Zwiebelhaube, stattliche Barockanlage von Johann Paulus, 1737/38, Turm 2. Hälfte 13. Jahrhundert, in den oberen Teilen um 1450/60, 1607 von Hans Holzmann, Aufbau 1768 durch Joseph Dossenberger; mit Ausstattung; ehemalige Kapelle St. Augustinus, jetzt Leichenhaus, Rechteckbau mit Zeltdach, 1. Drittel 18. Jahrhundert; mit Ausstattung. | D-7-72-223-41 | weitere Bilder           |
| Schulweg 3 (Standort)           | Ehemaliges Obervogtshaus           | nach 1836 Schule, zweigeschossiger Walmdachbau mit Traufgesims, 1801. | D-7-72-223-42 | Ehemaliges Obervogtshaus |

### Gabelbachergreut
| Lage                         | Objekt                          | Beschreibung | Akten-Nr.     | Bild           |
| ---------------------------- | ------------------------------- | --- | ------------- | -------------- |
| Leonhardstraße 28 (Standort) | Katholische Kirche St. Leonhard | Saalbau mit eingezogenem Chor und nördlichem Turm mit gedrückter Haube und Laterne mit Spitzhelm, barocker Neubau von Johann Benedikt Ettl, 1737, Turm frühes 16. Jahrhundert, Turmaufsatz 2. Hälfte 18. Jahrhundert; mit Ausstattung | D-7-72-223-44 | weitere Bilder |
| Leonhardstraße 30 (Standort) | Schulhaus                       | eingeschossiger, verputzter Massivbau mit Mansardzeltdach, Zwerchhaus, Fledermaus- und Schleppgauben sowie Kaminaustritt mit Haubenbedachung, 1913/14                                                                                 | D-7-72-223-74 | weitere Bilder |

### Kleinried
| Lage                    | Objekt  | Beschreibung                                                                 | Akten-Nr.     | Bild    |
| ----------------------- | ------- | ---------------------------------------------------------------------------- | ------------- | ------- |
| in Kleinried (Standort) | Kapelle | Rechteckbau mit eingezogenem Schluss, Mitte 19. Jahrhundert; mit Ausstattung | D-7-72-223-45 | Kapelle |

### Steinekirch
| Lage                                           | Objekt                            | Beschreibung | Akten-Nr.     | Bild            |
| ---------------------------------------------- | --------------------------------- | --- | ------------- | --------------- |
| Hofmannstraße 12 (Standort)                    | Pfarrhaus                         | zweigeschossiger Walmdachbau, mit umlaufendem Traufgesims und Front mit klassizistischer Gliederung, von Johann Mitreiter, 1791/92. | D-7-72-223-48 | weitere Bilder  |
| Im Holdergrund (Standort)                      | Bildstock                         | Steinsockel mit Voluten und Inschriftentafel, Renaissance, bezeichnet 1664. | D-7-72-223-49 | Bildstock       |
| Vitusstraße 4 (Standort)                       | Katholische Pfarrkirche St. Vitus | Saalbau mit gotischem Fries, eingezogenem Chor, nördlichem Turm mit Zwiebelhaube und östlich an den Chor angebauter Ölbergkapelle von um 1790, spätgotischer Bau des späten 15. Jahrhunderts, barocker Ausbau 1760, Turmuntergeschosse 13./14. Jahrhundert; mit Ausstattung; Friedhofsmauer. | D-7-72-223-52 | weitere Bilder  |
| Vitusstraße 9 (Standort)                       | Hl. Johann Nepomuk                | Holzfigur, Mitte 18. Jahrhundert; an der Zusambrücke. | D-7-72-223-53 | weitere Bilder  |
| Wolfsbergstraße 3 a (Standort)                 | Kleinbauernhaus                   | erdgeschossiger Satteldachbau mit Giebelgesims, 1. Hälfte 19. Jahrhundert. | D-7-72-223-54 | Kleinbauernhaus |
| Wittum (500 m südöstlich des Ortes) (Standort) | Feldkapelle                       | Rechteckbau mit eingezogenem, korbbogigem Chor, Mitte 19. Jahrhundert; mit Ausstattung | D-7-72-223-55 | Feldkapelle     |

### Streitheim
| Lage                        | Objekt                              | Beschreibung | Akten-Nr.     | Bild           |
| --------------------------- | ----------------------------------- | --- | ------------- | -------------- |
| Eiselestraße 1 a (Standort) | Bauernhaus                          | erdgeschossiger, langer Mitterstallbau mit Satteldach, zwei Giebelgesimsen und zwei Tennentoren, 1. Drittel 19. Jahrhundert. | D-7-72-223-56 | Bauernhaus     |
| Vitusberg 3 (Standort)      | Katholische Kuratiekirche St. Vitus | Saalbau mit eingezogenem Chor und südlichem Satteldachturm, spätgotisch um 1500, Ausbau 1723; mit Ausstattung                | D-7-72-223-58 | weitere Bilder |

### Vallried
| Lage                          | Objekt                        | Beschreibung                                                                               | Akten-Nr.     | Bild           |
| ----------------------------- | ----------------------------- | ------------------------------------------------------------------------------------------ | ------------- | -------------- |
| Haselbergstraße 14 (Standort) | Katholische Kapelle St. Maria | Saalbau mit halbrundem Schluss und westlichem Turm mit Zwiebelhaube, 1710; mit Ausstattung | D-7-72-223-60 | weitere Bilder |

### Weilerhof
| Lage                                           | Objekt  | Beschreibung                                                                      | Akten-Nr.     | Bild           |
| ---------------------------------------------- | ------- | --------------------------------------------------------------------------------- | ------------- | -------------- |
| Weilerhof 1, östlich des Einzelhofs (Standort) | Kapelle | Satteldachbau mit halbrundem Schluss, wohl Mitte 18. Jahrhundert; mit Ausstattung | D-7-72-223-61 | weitere Bilder |

### Wörleschwang
| Lage                             | Objekt                              | Beschreibung | Akten-Nr.     | Bild           |
| -------------------------------- | ----------------------------------- | --- | ------------- | -------------- |
| Untere Hauptstraße 19 (Standort) | Katholische Pfarrkirche St. Michael | Saalbau mit eingezogenem Chor und südlichem Satteldachturm, Langhaus im Kern 13./14. Jahrhundert, Turmunterbau 14./15. Jahrhundert, Turmoberteil und Chor um 1479, Verlängerung der Kirche Ende 16. Jahrhundert; mit Ausstattung | D-7-72-223-65 | weitere Bilder |
| Untere Hauptstraße 21 (Standort) | Ehemalige Mühle                     | zweigeschossiger Satteldachbau mit profilierten, teilweise unterbrochenen Giebelgesimsen und Figurennische im östlichen Giebelspitz, 1720, erneuert 1733.                                                                        | D-7-72-223-66 | weitere Bilder |

### Wolfsberg
| Lage                           | Objekt                   | Beschreibung                                                                       | Akten-Nr.     | Bild           |
| ------------------------------ | ------------------------ | ---------------------------------------------------------------------------------- | ------------- | -------------- |
| Bei Wolfsberg Nr. 1 (Standort) | Bildstock                | Rechteckbau mit Stichbogennische und Satteldach, 18. Jahrhundert; mit Ausstattung. | D-7-72-223-67 | Bildstock      |
| Am Wolfsberg 3 (Standort)      | Ruine der Burg Wolfsberg | Reste des Bergfrieds, Tuffquader, 12. Jahrhundert.                                 | D-7-72-223-68 | weitere Bilder |

### Wollbach
| Lage                              | Objekt                              | Beschreibung | Akten-Nr.     | Bild           |
| --------------------------------- | ----------------------------------- | --- | ------------- | -------------- |
| St.-Stephanus-Straße 3 (Standort) | Katholische Pfarrkirche St. Stephan | Saalbau mit eingezogenem Chor und nördlichem Turm mit Zwiebelhaube, Turmunterbau, Chor und Teile des Langhauses 2. Hälfte 15. Jahrhundert, Langhaus-Nordmauer 1717, nach Brand Wiederherstellung und Turmoberteil von Joseph Meitinger 1763; mit Ausstattung | D-7-72-223-64 | weitere Bilder |

## Ehemalige Baudenkmäler
In diesem Abschnitt sind Objekte aufgeführt, die früher einmal in der Denkmalliste eingetragen waren, jetzt aber nicht mehr. Objekte, die in anderem Zusammenhang – also z. B. als Teil eines Baudenkmals – weiter eingetragen sind, sollen hier nicht aufgeführt werden. Aktennummern in diesem Abschnitt sind ehemalige, jetzt nicht mehr gültige Aktennummern.
| Lage                                   | Objekt                     | Beschreibung                                                       | Akten-Nr.    | Bild                       |
| -------------------------------------- | -------------------------- | ------------------------------------------------------------------ | ------------ | -------------------------- |
| Zusmarshausen Am Kirchplatz (Standort) | Torhaus mit Treppenaufgang | im Kern barock, wohl 17./18. Jahrhundert; vgl. Ensemble Marktplatz | D-7-72-223-3 | Torhaus mit Treppenaufgang |